# 戈氏似青鱗魚
戈氏似青鱗魚為輻鰭魚綱鲱形目鲱科的其中一種，分布於中西太平洋區的新幾內亞及澳洲北部海域，棲息深度可達50公尺，體長可達9公分，棲息在沿海海域、河口區。

## 擴展閱讀
維基物種上的相關：戈氏似青鱗魚